# Rudolf Bilfinger
Rudolf Bilfinger (* 20. Mai 1903 in Eschenbach; † 5. August 1996 in Hechingen) war ein deutscher Verwaltungsjurist. Er war SS-Sturmbannführer und Gruppenleiter im Amt II A (Organisation und Recht) des RSHA.

## Leben

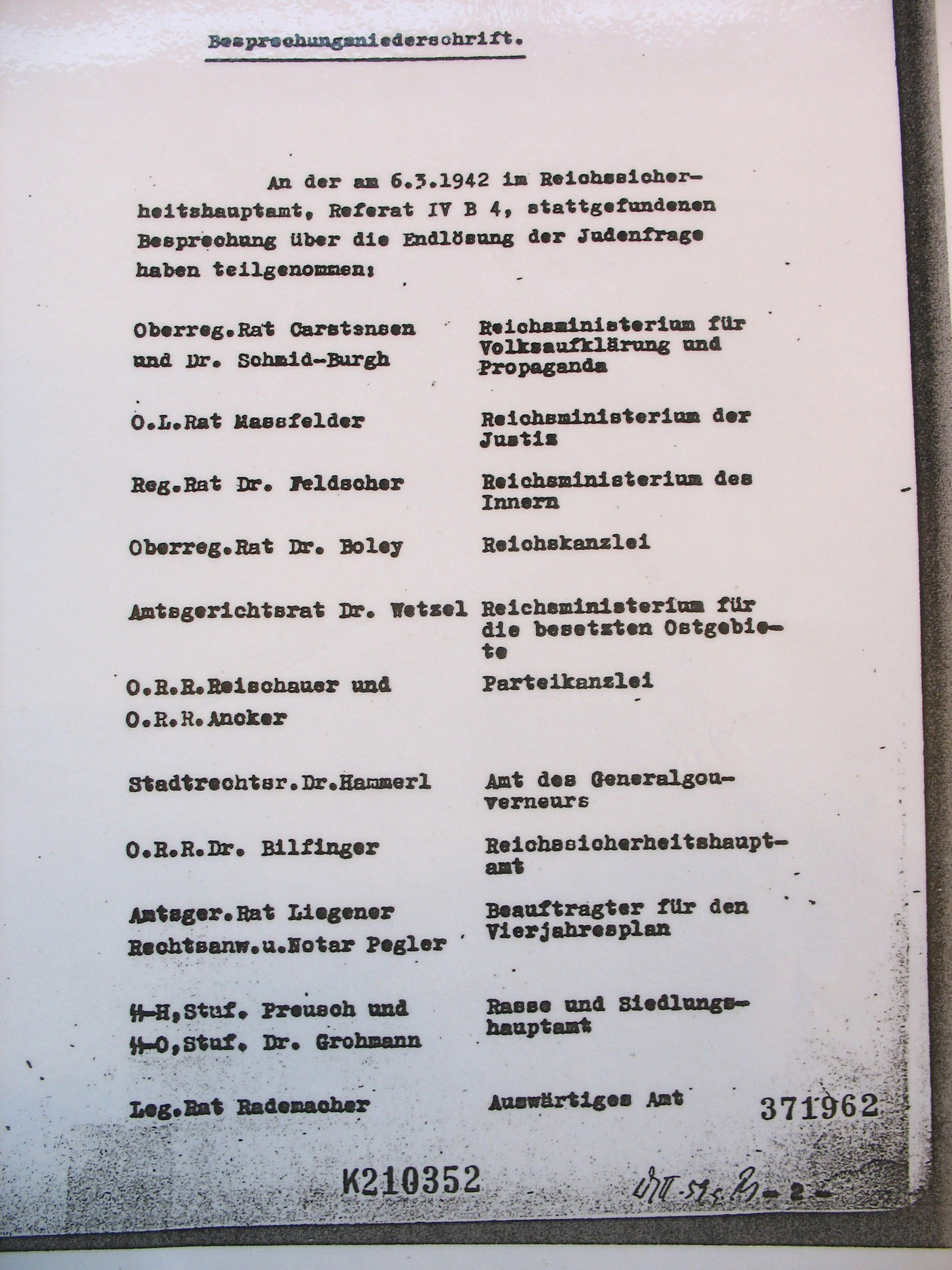
Bilfinger als Teilnehmer der Besprechung zur Endlösung der Judenfrage am 6. März 1942 im Reichssicherheitshauptamt

Rudolf Bilfinger stammte aus einer württembergischen Pastorenfamilie, sein Geburtsort Eschenbach liegt im Landkreis Göppingen. Nach dem Abitur machte er eine Banklehre.
Schon im Frühjahr 1923 trat er der bald darauf verbotenen NSDAP bei. Er wurde Mitglied der SS. Er absolvierte von 1925 bis 1929 sein Jurastudium in Tübingen, wo er seit 1925 der Tübinger Königsgesellschaft Roigel (1933–1935 Tübinger Burschenschaft Roigel) beitrat, und später in Berlin. Sein Studium schloss er 1932 mit der Promotion ab. Anschließend arbeitete er ein Jahr lang als Rechtsanwalt in Tübingen.
Anfang 1934 trat er in den württembergischen Staatsdienst, war zunächst im Landratsamt Balingen, wechselte dann im Mai 1934 zur Staatspolizei nach Stuttgart. Schon im November wurde er zum Hauptamt Staatspolizei nach Berlin versetzt. Im entstehenden Reichssicherheitshauptamt (RSHA) übernahm er das Referat I B1 (Organisation der SiPo). 1937 wurde er in den Dienst bei der Gestapo übernommen (SS-Nummer 335.627). Am 18. Oktober 1937 beantragte er die Aufnahme in die NSDAP und wurde rückwirkend zum 1. Mai desselben Jahres aufgenommen (Mitgliedsnummer 5.892.661).
1940 wurde er zum Regierungsrat ernannt. Von September bis Dezember 1940 war er Verwaltungsleiter beim Befehlshaber der Sicherheitspolizei und des SD (BdS) in Krakau. 1941 wurde er SS-Obersturmbannführer. Nach der Rückkehr ins RSHA wurde er Leiter der Gruppe II A (Organisation und Recht). In dieser Funktion nahm er an mehreren Besprechungen zur „Endlösung der Judenfrage“ im Anschluss an die Wannseekonferenz teil. Zwischen Juni und Dezember 1943 war Leiter des SD-Einsatzkommandos Toulouse in Frankreich und Vorgesetzter von Karl-Heinz Müller. 1944/45 war er erneut Verwaltungschef beim BdS in Krakau.

## Nach 1945
1945 wurde Bilfinger in Frankreich interniert. Ein französisches Militärgericht verurteilte ihn 1953 wegen seiner Tätigkeit in Toulouse zu 8 Jahren Zuchthaus. Die Internierung wurde auf die Strafe angerechnet, so dass Bilfinger in die Bundesrepublik zurückkehren konnte. Er wurde in den Staatsdienst übernommen und brachte es zum Oberverwaltungsgerichtsrat am Verwaltungsgerichtshof Baden-Württemberg in Mannheim. Einer Aktennotiz betr. Aktenanforderung bei seinen Entnazifizierungsunterlagen zufolge befasste man sich im württembergischen Staatsministerium Anfang 1957 näher mit seiner Person. Im März 1965 wurde er wegen der Arbeit während der NS-Zeit suspendiert und im Juni 1965 in den Ruhestand versetzt. Im selben Jahr wurde er im Braunbuch der DDR aufgeführt.
Rudolf Goullet, eine Figur in Ulrich Tukurs erstem Roman Der Ursprung der Welt (2019), hat seinen Ursprung in der Lebensgeschichte Bilfingers.

## Veröffentlichungen
- Der Schutz des Kunden im Konkurs des sogen. Lokalbankiers, vornehmlich nach dem Depotgesetz. Dissertation Universität Tübingen 1933.